# Bahnhof Schwechat
Der Bahnhof Schwechat (bis 2002: Bahnhof Groß Schwechat) der ÖBB ist der größte Bahnhof der niederösterreichischen Stadt Schwechat und ein zentraler Umsteigepunkt zum Regionalbusverkehr. Im Personenverkehr wird er heute durch die S-Bahn Wien bedient; im Güterverkehr dient der Bahnhof der Anbindung mehrerer Industriebetriebe, darunter die Raffinerie Schwechat. Von 1914 bis Ende des Zweiten Weltkriegs war er Systemwechselbahnhof und Werkstättenstandort der Pressburger Bahn.

## Geschichte
Am 6. Januar 1884 wurde der heutige Bahnhof Schwechat unter dem Namen Groß Schwechat mit der Bahnstrecke Klein Schwechat–Fischamend–Mannersdorf eröffnet. Die unter Regie von Oskar Baron Lazarini erbaute Lokalbahn wurde am 1. Juli 1884 an die Österreichisch-ungarische Staatseisenbahngesellschaft (StEG) verkauft. Der Bahnhof Groß Schwechat war mit drei Gleisen eine Durchgangsstation der Strecke. 1909 wurde der Bahnbetrieb der StEG durch die k.k. Staatsbahnen (kkStB) übernommen.
Nach längerer Vorgeschichte wurde 1911 der Bau einer südlich der Donau verlaufenden direkten Bahnverbindung zwischen Wien und Pressburg, der Pressburger Bahn, begonnen. Diese wurde zwischen Wien und Groß Schwechat als elektrifizierte Lokalbahn neu errichtet, während von dort bis Fischamend die bestehende Strecke der kkStB mitbenutzt wurde, an die wiederum ein neu erbauter Abschnitt über Wolfsthal nach Pressburg anschloss. Die Eröffnung erfolgte 1914 unter Regie der Niederösterreichischen Landesbahnen (NÖLB). Die Wiener Stadtstrecke bis Groß Schwechat wurde mit 600 V Gleichspannung betrieben, die Überlandstrecke von Groß Schwechat ostwärts aber mit Wechselspannung 16⅔ Hz, 15.000 Volt. Im dazu umfassend erweiterten Bahnhof Groß Schwechat musste bei durchgehenden Zügen jeweils die Lokomotive gewechselt werden. Die Hauptwerkstätte der Pressburger Bahn wurde daher ebenfalls in Groß Schwechat errichtet. 1921 übernahmen die Österreichischen Bundesbahnen die NÖLB zunächst in Pacht, im Folgejahr vollständig.
Ab 1938 entstand nordöstlich des Bahnhofs die Raffinerie Schwechat, die über eine Anschlussbahn mit dem Bahnhof verbunden wurde.
Die im Zweiten Weltkrieg beschädigte Wiener Stadtstrecke wurde nach Kriegsende nicht wieder in Betrieb genommen; stattdessen wurden die Züge aus Wien nun ausschließlich über Klein Schwechat nach Groß Schwechat und weiter bis Wolfsthal geführt. Dabei war weiterhin ein Lokwechsel in Groß Schwechat nötig, da der aus Klein Schwechat kommende Streckenabschnitt bis 1962 nicht elektrifiziert war. Nach Aufnahme des elektrischen Betriebs von Wien über Klein Schwechat nach Groß Schwechat wurde die Zugförderung Schwechat in der ehemaligen Hauptwerkstätte der Pressburger Bahn aufgegeben. Seit den 1980er-Jahren befindet sich auf einem Teil des Werkstättengeländes das Eisenbahnmuseum Schwechat.
In den 1970er-Jahren wurde der östlich von Groß Schwechat anschließende Streckenteil neu trassiert und über den Flughafen Wien-Schwechat geführt. Mit Eröffnung dieser Streckenverlegung im Jahr 1977 wurden die Reisezüge von Wien über Groß Schwechat und den Flughafen nach Wolfsthal in das Schnellbahnnetz Wiens integriert.
Von 1994 bis 2002 wurde der Streckenabschnitt von Klein Schwechat über den Bahnhof Groß Schwechat bis zum Flughafen zweigleisig ausgebaut. Mit Abschluss der Arbeiten im Dezember 2002 wurde der Bahnhof Groß Schwechat in Schwechat umbenannt.

## Lage
Der Bahnhof befindet sich am Streckenkilometer 12,5 der Pressburger Bahn, eine direkte Zugverbindung nach Bratislava besteht jedoch nicht, angefahren wird er durch die Schnellbahnlinie S7 der S-Bahn Wien sowie die Regionalexpress-Linie REX7 der ÖBB.

Die Stadt Schwechat weist ca. 20.000 Einwohner im Einzugsgebiet des Bahnhofes auf. 
 Touristisch sowie aufgrund des nahe liegenden Flughafens ist er zudem von Bedeutung.
Er liegt im Verbundgebiet des Verkehrsverbunds Ost-Region (VOR), der seit 2018 neben Wien auch das komplette Niederösterreich und das Burgenland abdeckt und ist neben der Haltestelle Kledering und der Haltestelle Mannswörth einer von drei Personenbahnhöfen in Schwechat.
Nordöstlich an den Bahnhof direkt anschließend befindet sich das Eisenbahnmuseum Schwechat.

## Bedienung und Anschluss
Der Bahnhof wird durch die S7 sowie den REX7 bedient. Der Bahnhof Schwechat ist der letzte Halt innerhalb der Kernzone Wien.
Am Bahnhofsvorplatz verkehren zahlreiche Regionalbuslinien, ebenso ist ab 2025 der Bau einer neuen Straßenbahnlinie (72) von Wien Simmering nach Schwechat geplant. Ein Taxistand sowie eine Bike-and-Ride-Anlage befinden sich zudem am Bahnhof. Nahe dem Bahnhof befindet sich der regionale Radweg mit Anschluss an die Radroute, die Wien entlang der Liesing und der Schwechat mit dem Flughafen verbindet.
Der City Airport Train passiert den Bahnhof Schwechat ohne Halt.
Nach Modernisierung verfügt der Bahnhof Schwechat über Blindenleitlinien, Aufzüge, akustische Ansagen und Blindenschrift.
| Linie | Verlauf |
| ----- | --- |
| REX7  | Regionalexpresszüge, vor allem nach Wolfsthal |
| S7    | (Laa an der Thaya –) Mistelbach – Wolkersdorf – Wien Floridsdorf – Wien Handelskai – Wien Traisengasse – Wien Praterstern – Wien Mitte – Wien Rennweg – Wien St. Marx – Wien Geiselbergstraße – Wien Zentralfriedhof – Wien Kaiserebersdorf – Schwechat – Mannswörth – Flughafen Wien – Fischamend – Maria Ellend a.d. Donau – Haslau – Regelsbrunn – Wildungsmauer – Petronell-Carnuntum – Bad Deutsch-Altenburg – Hainburg a.d. Donau Kulturfabrik – Hainburg a.d. Donau Personenbahnhof – Hainburg a.d. Donau Ungartor – Wolfsthal |